# Alison Brimelow
Alison Jane Brimelow (* 1949 in Havanna, Kuba) ist eine britische Beamtin und ehemalige Generaldirektorin und Comptroller General des britischen Patentamts (Intellectual Property Office, damals UK Patent Office). Vom 1. Juli 2007 bis zum 30. Juni 2010 war sie Präsidentin des Europäischen Patentamts.

## Familie und Studium
Sie ist eine der beiden Töchter von Jean Cull und Sir Thomas Brimelow, einem britischen Diplomaten, der von 1973 bis 1975 ständiger Unterstaatssekretär im britischen Foreign Office und von 1977 bis 1978 Mitglied des Europäischen Parlaments war. Sie hat einen Abschluss der University of East Anglia.

## Karriere
Sie trat 1973 in den britischen auswärtigen Dienst ein. 1976 wechselte sie zum Department of Trade and Industry (DTI). Sie arbeitete in einer Reihe von Positionen in der Hauptverwaltung. 1991 wechselte sie zum Patentamt, wo sie Leiterin des Markenregisters wurde.
1997 kehrte sie in die Zentrale des DTI zurück, wo sie für die europäische und internationale Wettbewerbspolitik zuständig war. Im März 1999 wurde sie zur Generaldirektorin und Comptroller General des Patentamts ernannt. Sie blieb auf diese Positionen bis Ende Dezember 2003.
Im Jahr 2003 wurde sie gemeinsam mit Professor Alain Pompidou aus Frankreich zur Präsidentin des Europäischen Patentamts gewählt. Am 31. Dezember 2003 schied sie aus dem britischen öffentlichen Dienst aus. Von 2003 bis 2006 war sie stellvertretende Vorsitzende des Verwaltungsrats der Europäischen Patentorganisation.
Von November 2004 bis Dezember 2006 war sie Vorsitzende des Lenkungsausschusses des National Weights and Measures Laboratory, einer Einrichtung der britischen Regierung. Im Februar 2005 wurde sie zum Associate Fellow des Templeton College, Saïd Business School, Oxford, gewählt.
Ihre Amtszeit als Präsidentin des Europäischen Patentamts (EPA) begann am 1. Juli 2007. Im Mai 2009 teilte sie den Mitarbeitern des EPA mit, dass sie sich nicht um eine Verlängerung ihres am 30. Juni 2010 auslaufenden Vertrags bemühen werde. Ursprünglich gab es vier Kandidaten für ihre Nachfolge: Susanne Ås Sivborg, Benoît Battistelli, Roland Grossenbacher und Jesper Kongstad. Im März 2010 wurde dann bekannt gegeben, dass Benoît Battistelli am 1. Juli 2010 ihre Nachfolge antreten würde.
Im September 2010 übernahm Alison Brimelow den Vorsitz des Board of Trustees des Hartlebury Castle Preservation Trust. Im Juni 2011 wurde sie Vorsitzende des Intellectual Property Institute.

## Auszeichnungen
2005 wurde sie zum Commander of the Order of the British Empire ernannt, für Verdienste um das Recht des geistigen Eigentums.
2011 wurde ihr das Große Bundesverdienstkreuz verliehen.
Sie ist Mitglied des Athenaeum Clubs. 